# دودوک سه‌نواره
دودوک سه‌نواره (نام علمی: Rhinoptilus cinctus) نام یک گونه از تیره چلچله‌بیابانیان است.